# Prologue of Sister Princess 〜Dear My Brother〜
「Prologue of Sister Princess 〜Dear My Brother〜」（プロローグオブシスタープリンセスディアマイブラザー）は、テレビアニメ『シスター♥プリンセス』のキャラクターソング、ドラマCD等が収録された、キャラクターイメージマキシシングルである。2001年4月4日、スターチャイルドより発売された。

## 概要
アニメ『シスター♥プリンセス』の放送に先駆けて発売し、アニメのプロローグにあたるドラマと、可憐と花穂のキャラクターソングを収録している。アニメ版『シスター♥プリンセス』から出た、初めてのCDである。出演者は、桑谷夏子、望月久代、小林由美子、堀江由衣、千葉千恵巳、柚木涼香、横手久美子、神崎ちろ、川澄綾子、かかずゆみ、半場友恵、水樹奈々。ドラマの内容は、主人公に出会う前、とある港で12人の妹たちが偶然出会うというものだが、アニメ本編では妹たちが3つのグループに分かれて行動し、異なるグループの妹同士が初対面のように振る舞っているなど、矛盾が見られる。可憐と花穂のみ、ソロで歌っているキャラクターソングは、『シスター・プリンセス 〜12人の天使たち〜』に続いて2曲目になる。

## 収録曲
1. 恋のメロディー [5:43]
歌：可憐（桑谷夏子）
作詞：有森聡美、作曲・編曲：堀隆
2. SCENE1 ときめきのはじまり〜Karen,Sakuya〜
3. SCENE2 ふくらむ期待〜Haruka〜
4. SCENE3 夢へのステップ〜Yotsuba〜
5. SCENE4 初めてのひとり旅〜Hinako〜
6. SCENE5 不安な気持ちと、嬉しい気持ち〜Marie〜
7. SCENE6 パーティの支度〜Shirayuki〜
8. SCENE7 時間よ、ススメ！〜Rinrin〜
9. SCENE8 待ち合わせ〜Mamoru〜
10. SCENE9 運命の時〜Chikage〜
11. SCENE10 ドキドキが止まらない〜Kaho〜
12. SCENE11 お兄ちゃんのもとへ〜Aria,and All〜
13. ひまわりの咲く野原 [5:01]
歌：花穂（望月久代）
作詞：根津洋子、作曲・編曲：五島翔
14. 恋のメロディー（OFF VOCAL VERSION）
15. ひまわりの咲く野原（OFF VOCAL VERSION）